# Ancienne cure de Praroman
L'ancienne cure de Praroman, située route de l'Église 72, est une ferme fribourgeoise situé dans le village de Praroman, sur le territoire de la commune de Le Mouret, en Suisse.

## Histoire
Située au centre du village, la ferme, construite en 1748, est utilisée comme cure jusqu'en 1860. Elle est inscrite comme bien culturel suisse d'importance nationale.